# Джанет Лінн Каванді

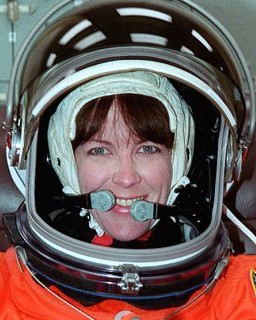
Каванді

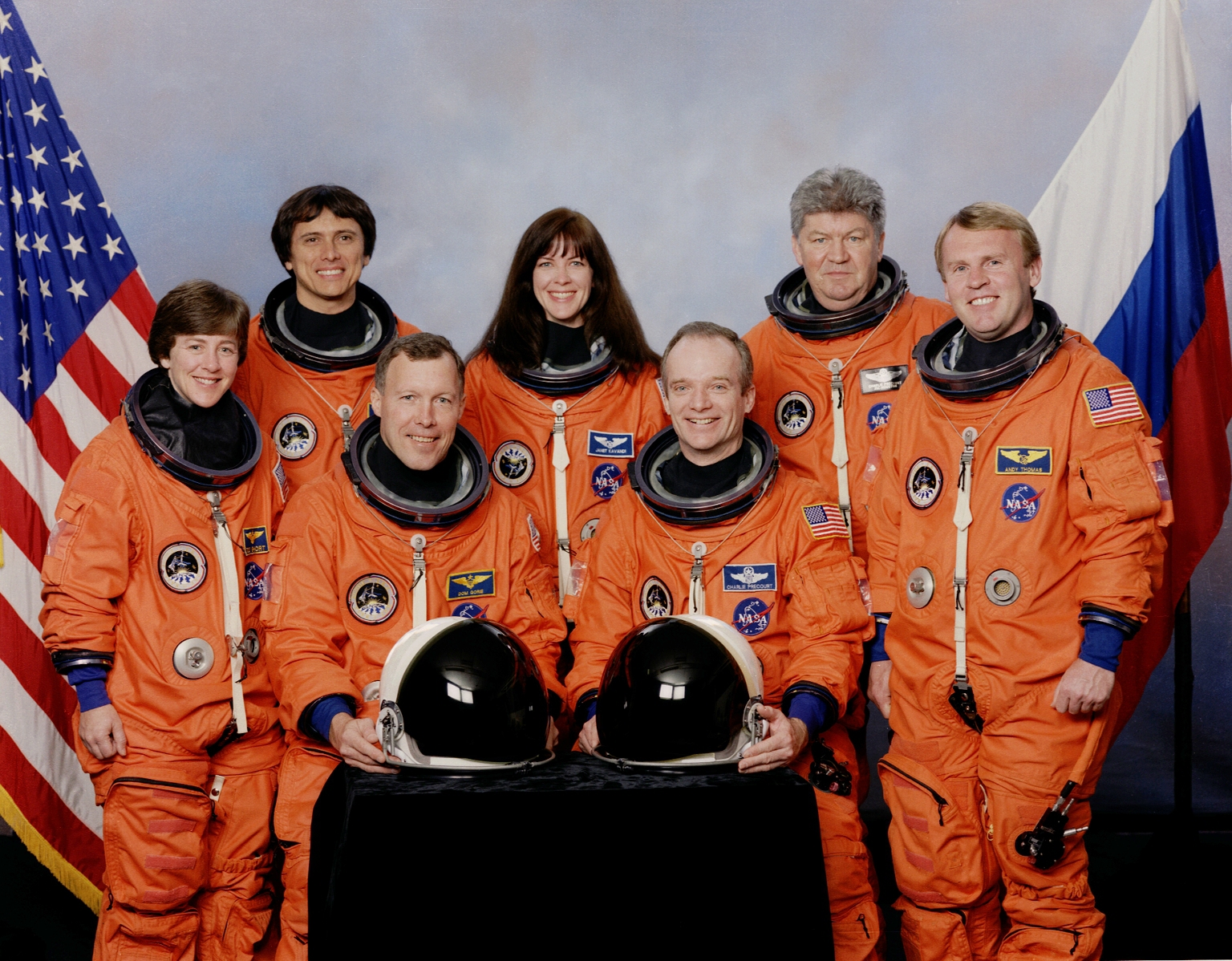
Екіпаж STS-91:Зліва направо - фронт: Горі, Прекорт; Повернутися: Лоуренс, Чанг-Діас, Каванді, Рюмін, Томас

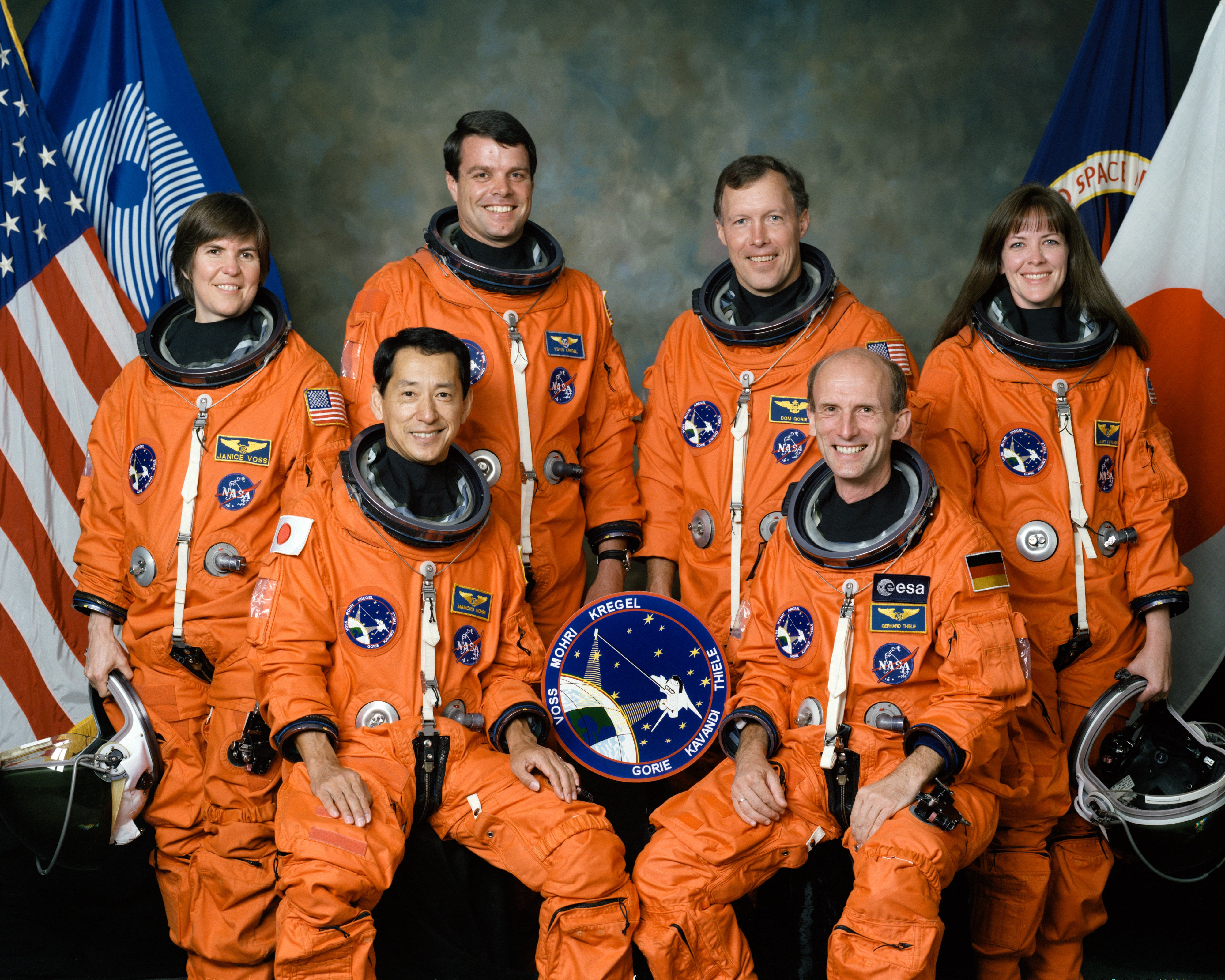
Екіпаж STS-99:(Ліворуч-праворуч): Восс, Морі, Крегель, Горі, Тіле, Каванді

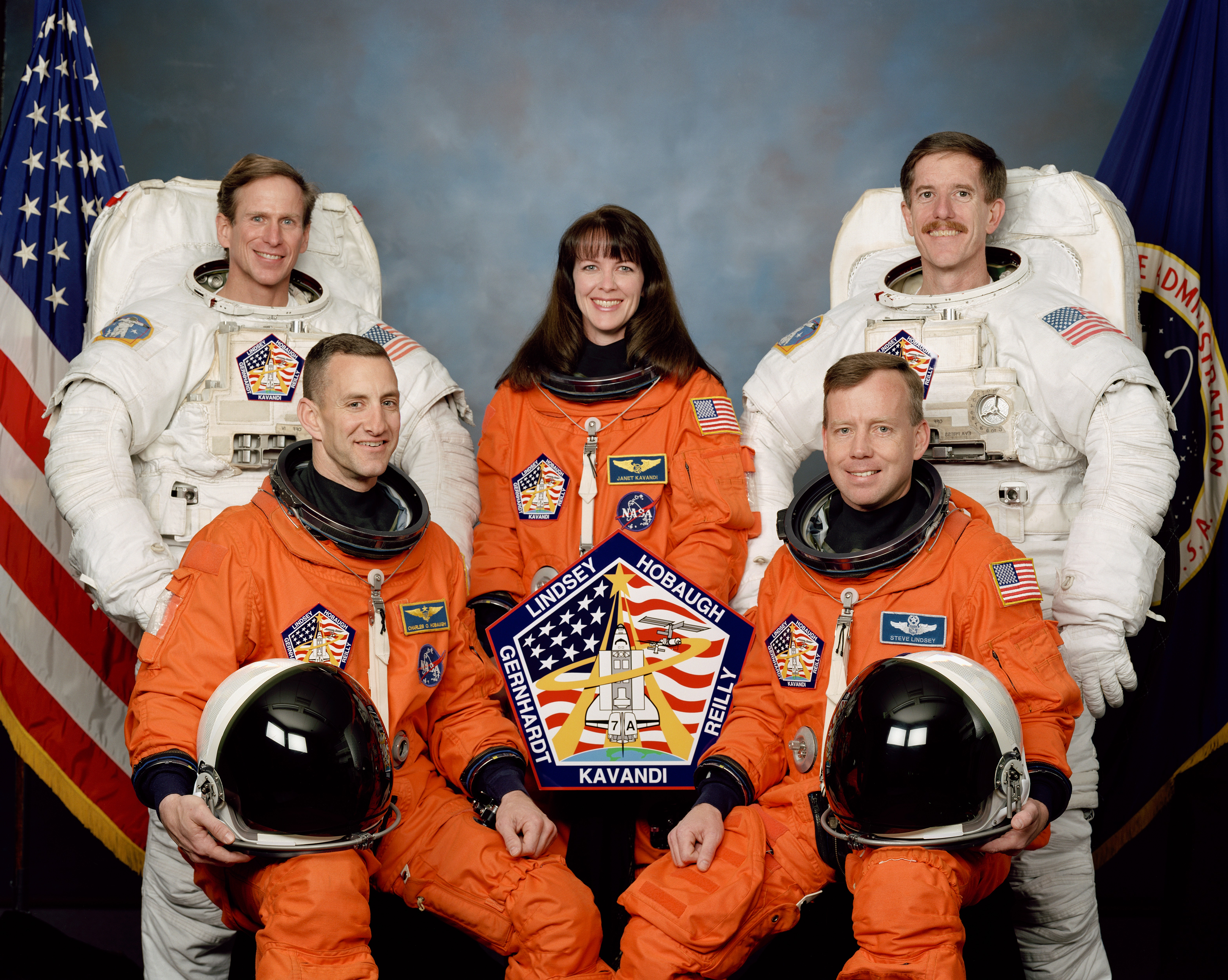
Екіпаж STS-104:Гернхардт, Хобо, Каванді, Ліндсі, Райлі. (ліворуч-праворуч)

Джане́т Лінн Кава́нді, (англ. Janet Lynn Kavandi; народ. 1959 р.) — астронавтка НАСА. Здійснила три космічні польоти на шаттлах: STS-91 (1998 р., «Діскавері»), STS-99 (2000 р., «Індевор») і STS-104 (2001 р., «Атлантіс»), хімік.

## Життєпис
Джанет Каванді народилася 17 липня 1959 в місті Спрінгфілд, штат Міссурі. У 1977 році закінчила середню школу в місті Картейдж, штат Міссурі. 
У 1980 році здобула ступінь бакалавра наук в галузі хімії в Южно-Міссурійськом Коледжі, місто Джоплін. У 1982 році здобула ступінь магістра наук в галузі хімії в Міссурійськом університеті науки і технологій, місто Ролла. У 1990 році отримала ступінь Ph. D. у Вашингтонському університеті, Сієтл.  
Одружена з Джоном Каванда, мають сина Вільяма Армана (2 лютого 1991) і дочку Аріану Ніколь (10 грудня 1993). Любить кататися на лижах, походи, відпочинок в кемпінгах, прогулянки на конях, віндсерфінг, польоти, підводне плавання, грати на фортепіано. Її батьки, Вільям і Рут Сейлерси, померли.

## До НАСА
Після закінчення Університету в 1982 році Каванді прийняла посаду в «Eagle-Picher Industries» в місті Джоплін, штат Міссурі, як інженерка з розробки нових батарей для оборонної промисловості. У 1984 році вона посіла посаду інженерки в проєкті «енергоємні системи» в департаменті аерокосмічної корпорації Boeing. Протягом десяти років роботи в Боїнгу Каванді працювала за численними програмами в галузях: енергетична сфера, системи зберігання даних, торговельні дослідження, калібрування, відбір, розробка, тестування та аналіз даних. Вона була провідною інженеркою при розробці енергоживлення для ракет ближнього радіуса дії і основною технічною представницею при проєктуванні та розробці теплових акумуляторів для різних боєприпасів. Брала участь у програмах з розробки енергоживлення: космічних станцій, баз на Місяці і Марсі, інерційних розгінних блоків, орбітальних кораблів, малих космічних апаратів та крилатих ракет Мінітмен і Піаскіпер. У 1986 році, ще працюючи в Боїнгу, вступила до аспірантури при університеті штату Вашингтон, де почала працювати над докторською дисертацією в області аналітичної хімії. Комерційні технології візуалізації були використані для збору та аналізу даних. Цей ненав'язливий метод був розроблений, щоб доповнити або замінити більш дорогий і трудомісткий варіант. Її роботи привели до двох патентів на відкриття, про які Каванді опублікувала і прочитала кілька доповідей на технічних конференціях і в наукових журналах.

## Підготовка до космічних польотів
У грудні 1994 року Каванді була зарахована до загону НАСА в складі п'ятнадцятого набору, кандидаткою в астронавтки. З березня 1995 стала проходити навчання за курсом загальнокосмічної підготовки (ОКП). По закінченні курсу в травні 1996 року отримала кваліфікацію «фахівчиня польоту» і призначення в Офіс астронавтів НАСА. До призначення в екіпаж працювала в Відділенні корисних навантажень і жилих модулів.

## Польоти у космос
- Перший політ — STS-91, шаттл «Діскавері». З 2 по 12 червня 1998 року як «фахівчиня польоту». STS-91 став останнім польотом шатлу до орбітального комплексу «Мір» за програмою «Світ — Шаттл». Крім проведення дев'ятого та останнього стикування шаттла з російським орбітальним комплексом, програма польоту STS-91 передбачала доставку і повернення вантажів, виконання різних експериментів. Вантажний відсік "Діскавері" був скомпанований не так, як зазвичай. У його передній частині була встановлена зовнішня шлюзова камера, нагорі якої розміщувалася стикувальна система шаттла ODS зі стикувальним агрегатом типу АПАС. За шлюзовою камерою був встановлений тунельний адаптер з люком для виходу у відкритий космос. Від нього в напрямку до одинарного модулю SPACEHAB SM йшов перехідний тунель. В кількох попередніх польотах використовувався подвійний модуль Спейсхеб, але цього разу він би не вмістився, тому що за модулем в вантажному відсіку була встановлена поперечна ферма, на якій був розміщений спектрометр AMS. Тривалість польоту склала 9 діб 19 годин 55 хвилин.
- Другий політ — STS-99, шаттл «Індевор». З 11 по 22 лютого 2000 як «фахівчиня польоту». Головним завданням польоту STS-99 було виконання програми Радіолокаційна топографічна місія шаттла або SRTM (англ. Shuttle Radar Topography Mission) — Радарної топографічної зйомки поверхні Землі. Саме тому співзамовниками польоту було Управління наук про Землю (НАСА) і Національне картографічне агентство Міністерства оборони США. Отримана завдяки зйомці інформація призначена для використання в наукових і цивільних додатках (проте в першу чергу в інтересах військових). Крім НАСА і МО США, в проєкті брали участь Німецький аерокосмічний центр і Італійське космічне агентство (ASI). Тривалість польоту склала 15 діб 16 годин 34 хвилини.
- Третій політ — STS-104, шаттл «Атлантіс». З 12 по 25 липня 2001 року як «фахівчиня польоту». Основним завданням STS-104 була доставка на станцію (10-й політ шаттла до МКС) шлюзового модуля «Квест» і різних вантажів (необхідні матеріали, запас води, наукове обладнання). Під час польоту STS-104 було здійснено три виходи у відкритий космос астронавтами Майклом Гернхардтом і Джеймсом Райлі. 15 липня за 3:10 до 9:09 (за Гринвічем), тривалість 5:00 59 хвилин. Перенесення (за допомогою маніпулятора Канадарм2) і установка шлюзової камери «Квест» на стикувальний вузол модуля «Юніті».

18 липня з 3:04 (старт планувався на 2:09, але через збій комп'ютерної системи на американському сегменті (відмова жорсткого диска основного керуючого комп'ютера C & C № 3) в 22:45 17 липня, був початий пізніше) до 9:33 (UTC), тривалість 6:00 29 хвилин. Установка на шлюзову камеру трьох газових балонів. 21 липня з 4:35 до 8:37 (за Гринвічем), тривалість 4:00 2 хвилини. Установка останнього (четвертого) балона, перевірка. Тривалість польоту склала 12 діб 18 годин 35 хвилин.
Загальна тривалість польотів астронавтки у космос — 33 доби 20 годин 8 хвилин.